# Renea moutoni
Renea moutoni é uma espécie de gastrópode da família Aciculidae.
É endémica de França.